# Козлов, Сергей Иванович
Серге́й Ива́нович Козло́в (укр. Сергій Іванович Козлов; род. 7 ноября 1963, Краснодон, Луганская область, Украинcкая ССР, СССР) — военный и государственный деятель подконтрольной России Луганской Народной Республики (ЛНР), начальник Штаба Народной милиции ЛНР, генерал-майор ЛНР. Председатель Правительства ЛНР с 26 декабря 2015 по 10 июля 2024 года. Герой Луганской Народной Республики (2024).
Из-за поддержки российской агрессии и нарушения территориальной целостности Украины во время российско-украинской войны находится под персональными санкциями 27 стран ЕС, Великобритании, Канады, Швейцарии, Австралии, Японии, Украины.

## Биография
Родился 7 ноября 1963 года в городе Краснодон.
В 1981 году закончил среднюю школу им. С. Тюленина. В 1981 году поступил в Ворошиловградское высшее военное авиационное училище штурманов имени пролетариата Донбасса.
С 1985 по 1994 год служил в Вооруженных силах СССР и Украины, закончил службу в должности офицера по боевому управлению — инструктора.
С 1994 по 2005 год проходил службу в МЧС, закончил службу в должности начальника районного отдела Краснодонского района в звании полковника.
С 2006 по 2009 год был на пенсии. С 2009 по 2012 год работал в Луганском энергетическом объединении ведущим инженером службы.
22 мая 2014 года был зачислен в батальон пророссийских сепаратистов «Заря».
27 мая 2014 года назначен начальником штаба батальона «Заря». С конца июня 2014 года занимает должность начальника штаба Народной милиции ЛНР.
С октября 2014 года начальник штаба, первый заместитель командующего Народной милиции ЛНР. Получил звание генерал-майора ЛНР.
С 26 декабря 2015 года — председатель Совета Министров ЛНР (сменил на этом посту Геннадия Цыпкалова).
После убийства 31 августа 2018 года главы ДНР Александра Захарченко, некоторые СМИ сообщали, что Козлов в соцсети призвал всех «сохранять спокойствие и не поддаваться панике» и покинул территорию ЛНР в неизвестном направлении. Пресс-служба Совета министров ЛНР опровергала это сообщение и отрицала наличие у Козлова аккаунта в соцсетях.

## Международные санкции
Из-за поддержки российской агрессии и нарушения территориальной целостности Украины во время российско-украинской войны находится под персональными международными санкциями разных стран. С 8 апреля 2022 года находится под санкциями всех стран Европейского союза. С 13 апреля 2022 года находится под санкциями Великобритании. С 15 марта 2019 года находится под санкциями Канады. С 13 апреля 2022 года находится под санкциями Швейцарии. С 2 октября 2020 года находится под санкциями Австралии. С 26 февраля 2022 года находится под санкциями Японии.
Указом президента Украины Владимира Зеленского от 19 октября 2022 находится под санкциями Украины.

## Награды
- Орден Дружбы (2016 год, ДНР)[9]
- Часы от главы ДНР (2018 год, ДНР)[10]
- Герой Луганской Народной Республики (7 ноября 2024, ЛНР)[1]